# Lâm Trạch (xã)
Lâm Trạch là một xã thuộc huyện Bố Trạch, tỉnh Quảng Bình, Việt Nam.

## Địa lý
Xã Lâm Trạch nằm ở rìa phía bắc huyện Bố Trạch, có vị trí địa lý:
- Phía đông giáp xã Liên Trạch
- Phía nam Phúc Trạch
- Phía tây giáp xã Xuân Trạch
- Phía bắc giáp huyện Quảng Trạch.

Xã Lâm Trạch có diện tích 27,94 km², dân số năm 2019 là 3.560 người, mật độ dân số đạt 124 người/km².

## Hành chính
Xã Lâm Trạch được chia thành 7 thôn: 1, 2, 3, 4, 5, 6, 7.